# Praesens

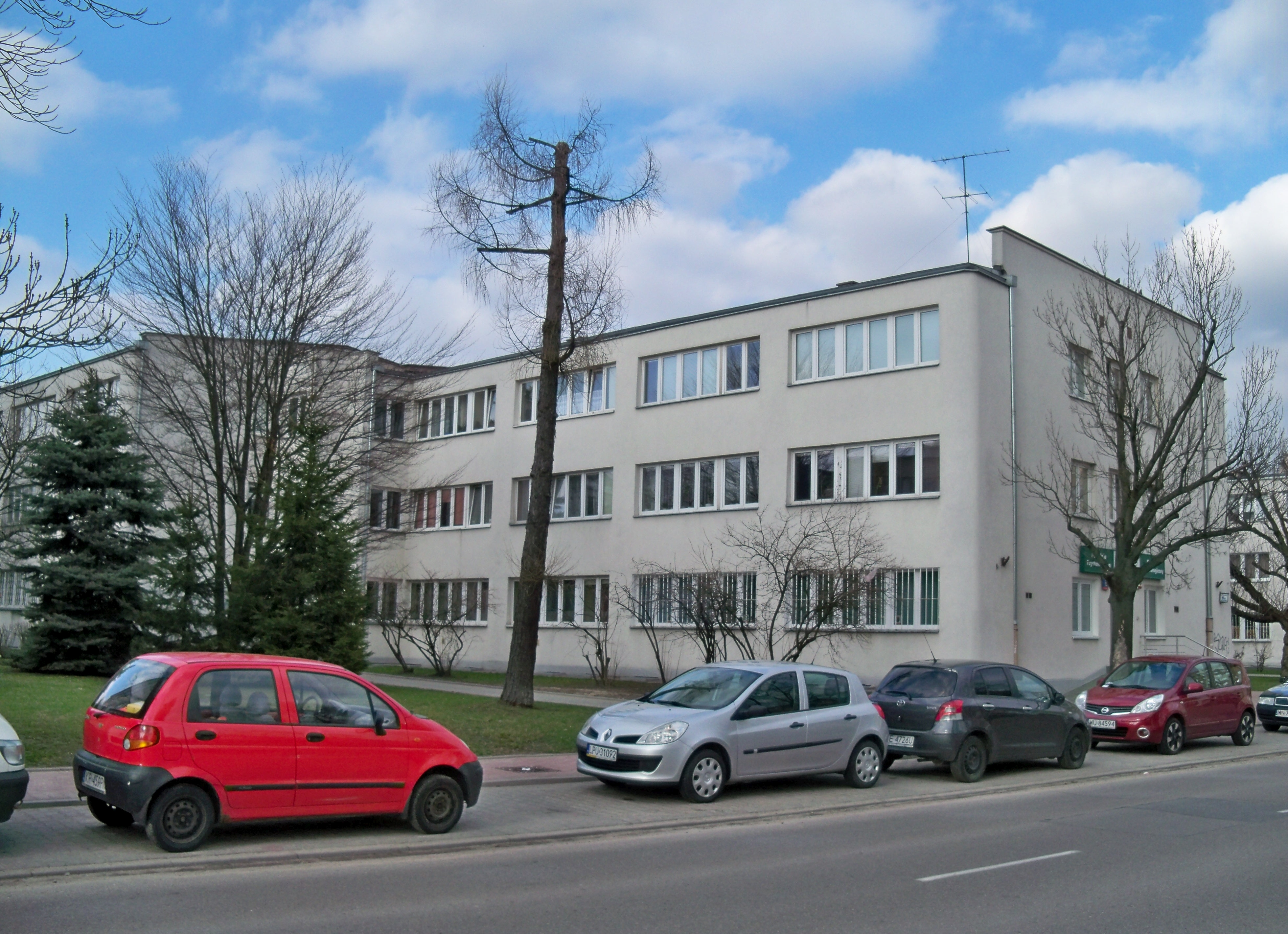
Jeden z budynków Warszawskiej Spółdzielni Mieszkaniowej na Rakowcu

Praesens (łac. czas teraźniejszy) – ugrupowanie zawodowe architektów i plastyków, działające w latach 1926–1930. 

## Historia i profil
Grupa powstała w Warszawie w 1926. Inicjatorzy jej utworzenia wywodzili się głównie spośród absolwentów Wydziału Architektury Politechniki Warszawskiej. Do nich dołączyli młodzi artyści-plastycy. Przewodnictwo ugrupowania objął Szymon Syrkus, sekretarzem zaś została Helena Syrkusowa.
Program grupy głosił potrzebę zerwania z tradycyjnymi formami w architekturze i sztukach plastycznych. W dziedzinie budownictwa propagowano uprzemysłowienie i standaryzację budownictwa w celu zapewnienia tanich i wygodnych mieszkań dla przeciętnie zarabiających. Założenia programowe formacji wykazywały  wiele podobieństw do weimarskiego Bauhausu, holenderskiego De Stijl i moskiewskiego Wchutiemasu.
W 1928 Praesens stał się polskim przedstawicielstwem Congrés Internationaux d’Architecture Moderne (CIAM).
Idee Praesensu zostały zrealizowane w latach trzydziestych XX w. w dwu osiedlach – Warszawskiej Spółdzielni Mieszkaniowej na Rakowcu i Towarzystwa Osiedli Robotniczych. Członkowie grupy zrealizowali też wiele innych obiektów, które obecnie stanowią klasykę modernizmu polskiego.

## Wybrani członkowie
- Barbara Brukalska (1899–1980) architekt
- Stanisław Brukalski (1894–1967) architekt
- Karol Kryński (1900–1944) malarz
- Jan Golus (1895–1964) scenograf
- Witold Kajruksztis (1890–1961) malarz
- Katarzyna Kobro-Strzemińska (1898–1951) rzeźbiarka
- Bohdan Lachert (1900–1987) architekt
- Marian Jerzy Malicki (1895–1946) malarz
- Józef Malinowski architekt
- Maria Łucja Nicz-Borowiakowa (1896–1944) malarka
- Roman Piotrowski (1895–1988) architekt
- Andrzej Pronaszko (1888–1961) malarz
- Aleksander Rafałowski (1894–1980) malarz i scenograf
- Henryk Stażewski (1894–1988) malarz
- Władysław Strzemiński (1893–1952) malarz
- Szymon Syrkus (1893–1964) architekt
- Helena Syrkusowa (1900–1982) architekt
- Józef Szanajca (1902–1939) architekt
- Rudolf Świerczyński (1883–1943) architekt
- Stanisław Zalewski (1896–1958) malarz i grafik

## Dalsze losy
Po zakończeniu działalności grupy Praesens kilkoro jej członków utworzyło w 1931 awangardową formację artystyczną „a.r.” („Artyści Rewolucyjni” lub „Awangarda Rzeczywista”).

### Początkowy skład „a.r.”
- Władysław Strzemiński
- Katarzyna Kobro
- Henryk Stażewski
- Julian Przyboś
- Karol Hiller